# Фастачи (Васлуј)
Фастачи (рум. Fâstâci) насеље је у Румунији у округу Васлуј у општини Козмешти. Oпштина се налази на надморској висини од 218 m.

## Становништво
Према подацима из 2002. године у насељу је живело 1312 становника.

### Попис2002.
| Расподела становништва по националности 2002.‍ | Расподела становништва по националности 2002.‍ | Расподела становништва по националности 2002.‍ | Расподела становништва по националности 2002.‍ | Расподела становништва по националности 2002.‍ |
| --------------------------------------------- | --------------------------------------------- | --------------------------------------------- | --------------------------------------------- | --------------------------------------------- |
|                                               |                                               |                                               |                                               |                                               |
| Румуни                                        | Румуни                                        |                                               | 1.189                                         | 90,6%                                         |
| Роми                                          | Роми                                          |                                               | 123                                           | 9,4%                                          |